# نبحا الحرفوش (قرية)
الحرفوش أو نبحا الحرفوش إحدى القرى اللبنانية من قرى قضاء بعلبك في محافظة بعلبك الهرمل.
سكانها مسيحيون وغالبهم غير مقيمين فيها.
تقع بالقرب من بلدة قليلة (بعلبك)، وتتبعان لبلدية واحدة.